# ラヴォワジエ夫妻の肖像
『ラヴォワジエ夫妻の肖像』（ラヴォワジエふさいのしょうぞう、仏: Portrait d'Antoine-Laurent Lavoisier et de sa femme, 英: Portrait of Antoine-Laurent Lavoisier and his Wife）は、フランスの新古典主義の巨匠ジャック＝ルイ・ダヴィッドが1788年に制作した肖像画である。油彩。有名な化学者であったアントワーヌ＝ローラン・ド・ラヴォアジエとその妻マリー＝アンヌ・ピエレット・ポールズを描いた二重肖像画で、生前の彼らを直に見て描かれた唯一の肖像画である。長年にわたってニューヨークのロックフェラー大学が所有していた。現在はメトロポリタン美術館に所蔵されている。

## 人物

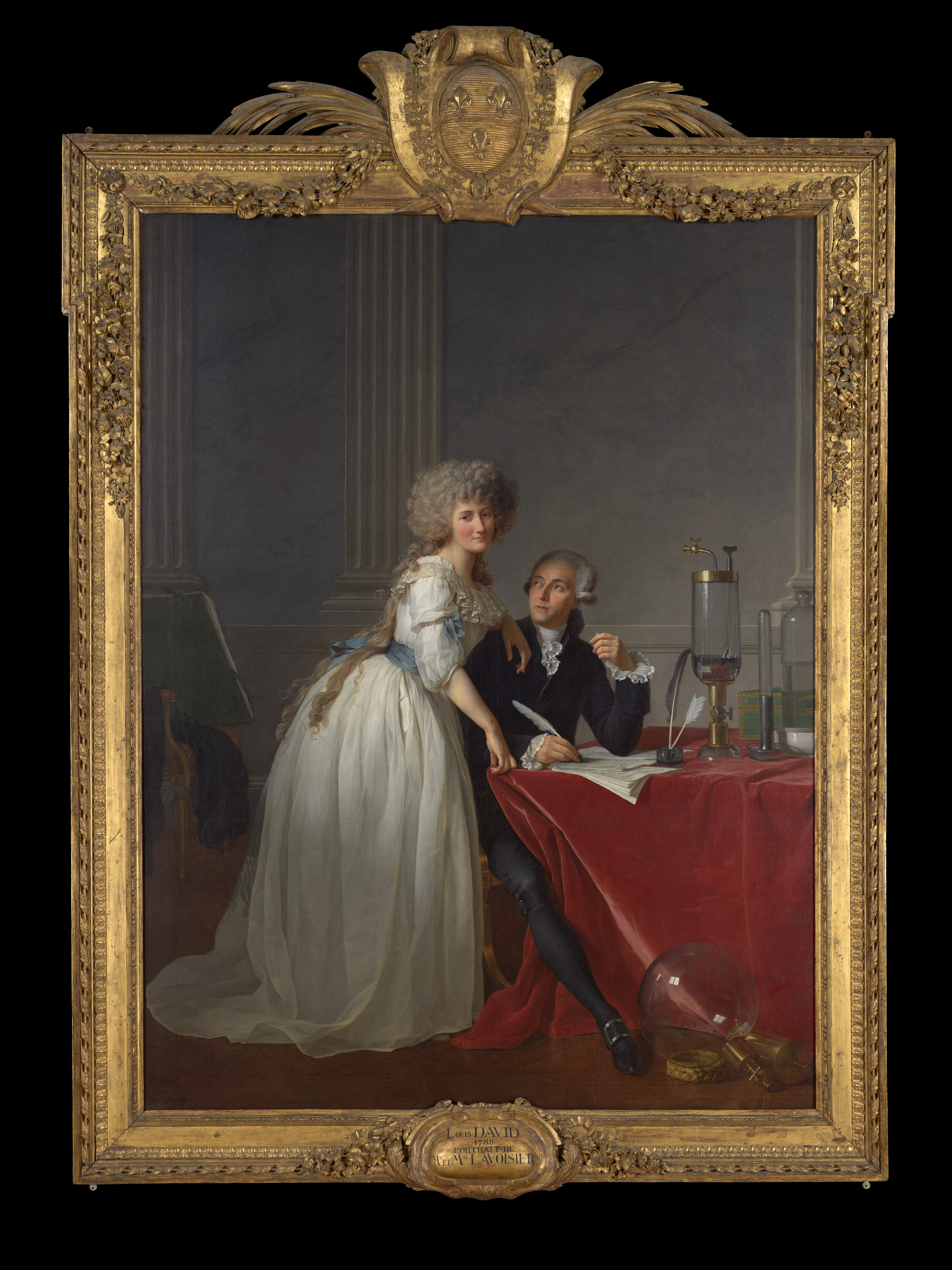
額縁。

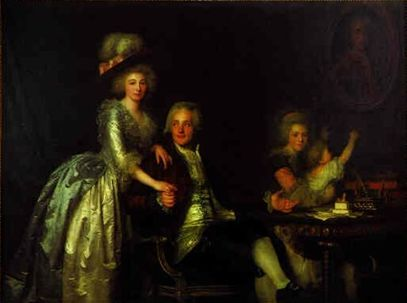
アントワーヌ・ベスティエの『シャバネル家の肖像』。1786年。個人蔵。

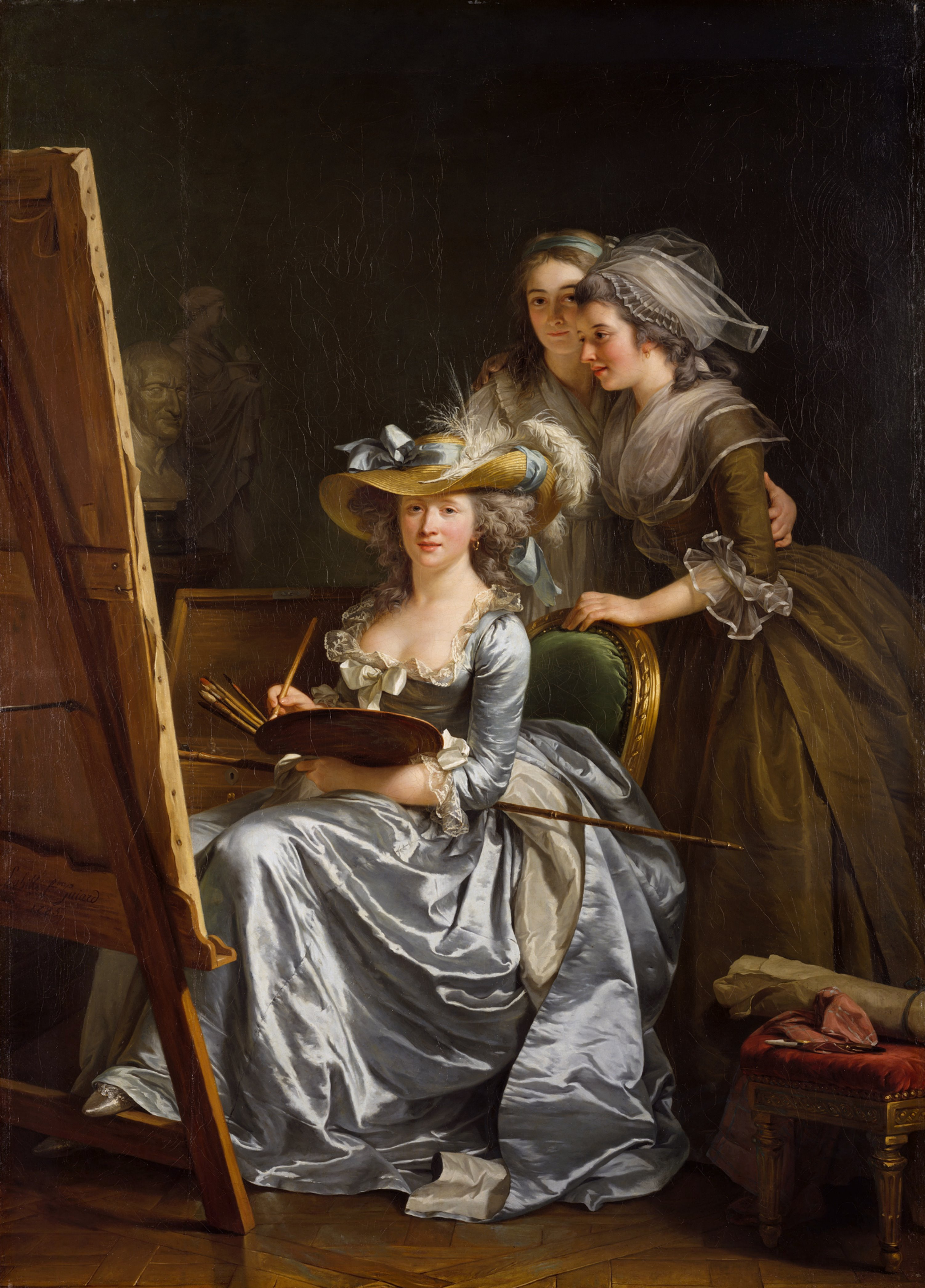
アデライド・ラビーユ＝ギアール『二人の弟子がいる自画像』。1785年。メトロポリタン美術館所蔵。

アントワーヌ＝ローラン・ラヴォワジエは、火薬、酸素、水の化学組成に関する先駆的な研究により、現代化学の創始者として知られるが、同時に優れた投資家、行政家でもあった。徴税請負人であったラヴォワジエは、密輸を防ぎパリに入る物品の税金を厳重に徴収するため、パリを囲む城壁を建設させた。このため市民の評判はすこぶる悪かった。また少数の財政家が利益を独占していた火薬と硝石の生産請負制を廃止させ、自ら国内の硝石製造を育成し、生産量の倍増と価格の低下、品質向上に貢献した。その結果、価格の高い硝石の輸入を削減するどころか、逆に170万ポンドをアメリカに輸出し、独立戦争を助けた。本作品と同時期の1789年、主書『化学原論』（Traité elementaire de chimie）を出版した。この執筆と出版で妻マリー＝アンヌ・ピエレット・ポールズが果たした貢献は大きかった。ラヴォワジエが彼女と結婚したのは1771年のことである。ラヴォワジエ28歳、マリー＝アンヌ13歳のときだった。マリー＝アンヌは進んで化学を学び、秘書、助手として夫を助けただけでなく、夫に代わって英語を習得し、英語で書かれた様々な研究書を翻訳して夫の研究に役立てた。さらにダヴィッドから絵画を学んでおり、『化学原論』のために13枚の精密な実験器具の銅版画を制作した。夫婦の収入と社会的地位はラヴォアジエが徴税請負人の地位から得たもので、この地位は最終的にフランス革命中の1794年に断頭台で処刑される結果となった。未亡人となったマリー＝アンヌは1804年にアメリカ人発明家のランフォード伯爵ベンジャミン・トンプソンと結婚し、1836年にパリで死去した。

## 作品

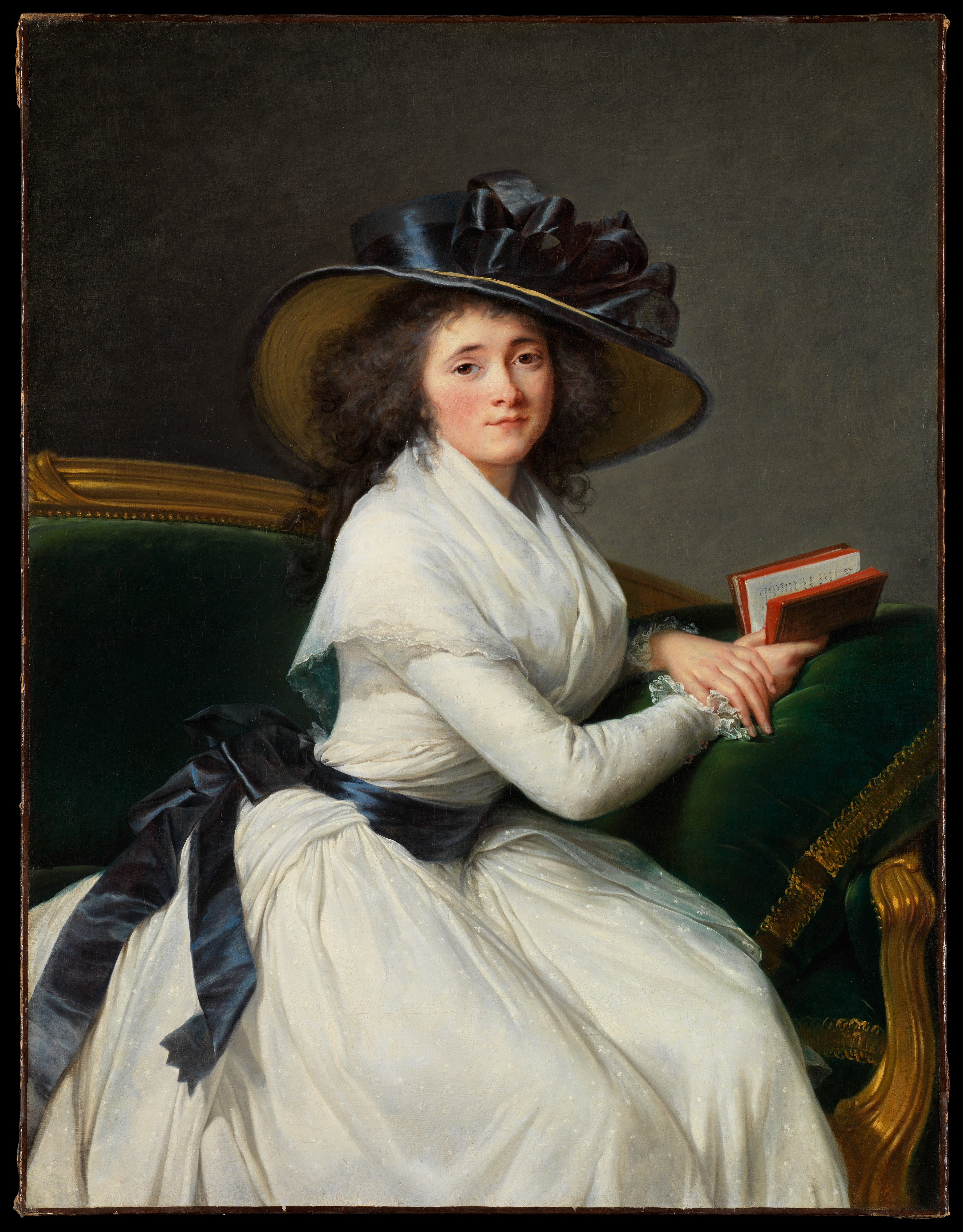
エリザベート・ヴィジェ＝ルブランの『ラ・シャトル伯爵夫人の肖像』。1789年。メトロポリタン美術館所蔵。

ダヴィッドは豪華な衣装を身にまとったラヴォワジエ夫妻の全身の二重肖像画を描いている。肖像画が描かれたときラヴォワジエは45歳で、化学者としても行政人としても実績を持ち、フランスの財政を担う立場にあり、豊かな富と貴族の身分を得ていた。妻のマリー＝アンヌは30歳で、ラヴォワジエの秘書、実験助手、研究の協力者であるのみならず、ラヴォワジエ邸のサロンに集まる知識人や政財界人をもてなす華やかな女主人でもあった。
夫妻はたがいの愛情で結ばれた、例外的ともいえる親密さと、知的かつ感受性豊かな人物として描かれている。ラヴォワジエは赤いベルベットのテーブルクロスで覆われた机の前に座り、夫人は夫に寄り添うように左手を夫の右肩に乗せながら身を寄せて立ち、鑑賞者に向けて笑顔を見せている。それまで仕事をしていたラヴォワジエは下から妻の顔を見上げている。夫人の衣装は18世紀末に流行していたもので、髪に粉をふり、ネックラインをレースのフリルで縁取られた白のドレスを着て、青色の帯を結んでいる。机の上には様々なものが置かれている。たくさんの原稿と2本の羽ペンが入ったインク壺は、ラヴォワジエがおそらく1789年に出版された著書『化学原論』の校正をしている最中であることを示す。ほかにも机の上には気圧計、ガス測定器、蒸留器、ガラスのベルジャーといった高価な実験器具や小箱が置かれている。このうちガス測定器には水銀が入っており、水銀酸化物から酸素を遊離したり、空気の組成の決定に使用された。画面右下隅の床には、水の合成に用いた大型の丸底フラスコと、鉱水の密度測定に使用した銅製の液体比重計が置かれている。画面左端後方に配置された椅子の上には大型の折り鞄があり、ラヴォワジエ夫人が描いた『化学原論』のための13枚の銅版画が入っている。署名は画面左下隅に「L. ダヴィッド、パリにて、1788年」と記されている。
18世紀のフランスの肖像画では一般市民の全身立像は稀であるが、イギリスでは珍しくはなく、夫妻のくだけた雰囲気と、抑制された自発的な行動は、イギリスの肖像画モデルに由来していると思われる。その一方で、美術史家エドガー・ウィントは1947年に2人の関係性を「芸術家とそのミューズ」であると的確に喩えており、続いでアントワーヌ・シュナペールは1982年にジャン＝フランソワ・デュシーの詩「ラヴォワジエのため、自らの法に従い、あなたはミューズと秘書の2つの役職を担う」を引用した。1787年のサロンで展示されたアントワーヌ・ベスティエの『シャバネル家の肖像』（portrait de la famille Chabanel）に触発された可能性や、当時の女性画家エリザベート＝ルイーズ・ヴィジェ＝ルブランあるいはアデライド・ラビーユ＝ギアールが開拓した新しい様式の肖像画から影響を受けたことも指摘されている。
科学的な分析により、当初ラヴォワジエ夫妻が裕福な徴税人であり、流行に敏感な貴族階級の人物として描かれていたことが明らかになった。実験器具はもともと存在しておらず、ラヴォワジエ夫人は羽根飾りとリボンのついた大きな赤と黒の帽子をかぶった姿で描かれていた。この帽子はシャポー・ア・ラ・タラーレ（chapeau à la Tarare）と呼ばれる、アントニオ・サリエリ作曲のオペラ『タラール』（Tarare）にちなんで名づけられたタイプのもので、1787年の晩夏から秋に登場した。当時のパリの流行はめまぐるしく変化しており、新たなモードが登場した時期を雑誌など当時の印刷物から特定することが可能である。夫人の衣装を飾るリボンとサッシュの色はもともと赤色だった。ラヴォワジエのスーツの色は茶色で、金色のボタンが付いており、左腕に赤いドレープが巻き付けられていた。しかしスーツは黒色に、金色のボタンは黒ボタンに変更された。ジャケットの長さも短いものに変更された。初期構図の他の特徴としては、新古典主義様式の鍍金が施された机の上に地球儀が置かれ、画面右に天井の高さの本棚が描かれていた。最終的に夫人の帽子、地球儀、本棚は塗りつぶされた。新古典主義様式の机と机の下も赤いテーブルクロスで覆われ、その上に実験機器が描かれた。これは当初ダヴィッドが夫婦を裕福な貴族のカップルとして描いたのちに、科学者とそのパートナーの姿に変更したことを示唆している。

## 来歴
ラヴォワジエはこの肖像画に7000リーヴル（現在の約2900万円）という高額の報酬を払った。ダヴィッドは1789年のサロンに肖像画を出展する予定であったが、土壇場で取り下げられ、100年後まで公開されなかった。ラヴォワジエが処刑されると肖像画は未亡人となったマリー＝アンヌが所有し、大姪のピエール＝レオン・ベラール・ド・シャゼル伯爵夫人、その息子エティエンヌ・ベラール・ド・シャゼル伯爵（comte Étienne Bérard de Chazelles）に相続された。その後、彼が死去した翌年の1924年にウィルデンシュタイン・カンパニーに売却され、翌1925年にアメリカ合衆国の実業家ジョン・ロックフェラー2世によって購入された。肖像画は1927年にロックフェラー医学研究センター（後のロックフェラー大学）に寄贈され、図書館にかけられた。1977年、実業家チャールズ・ビアラー・ライズマンによって購入され、メトロポリタン美術館に売却された。

## ギャラリー
ディテール

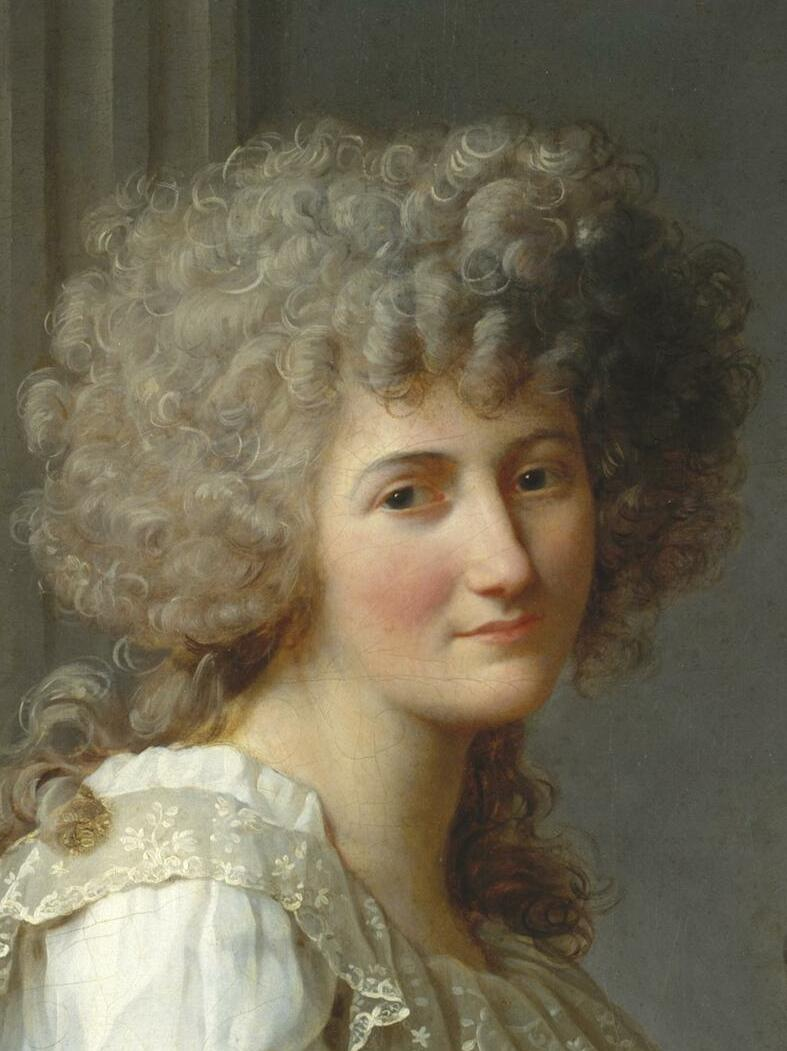
マリー＝アンヌ
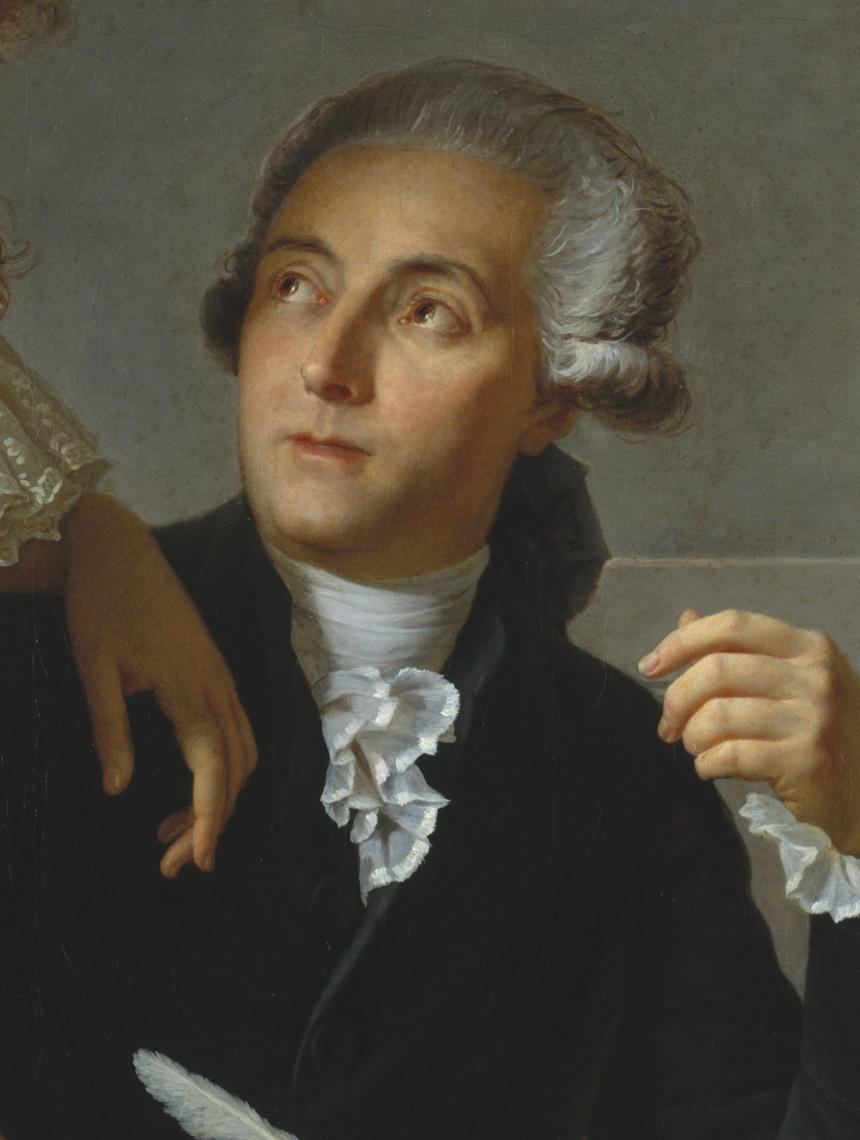
アントワーヌ・ラヴォワジエ
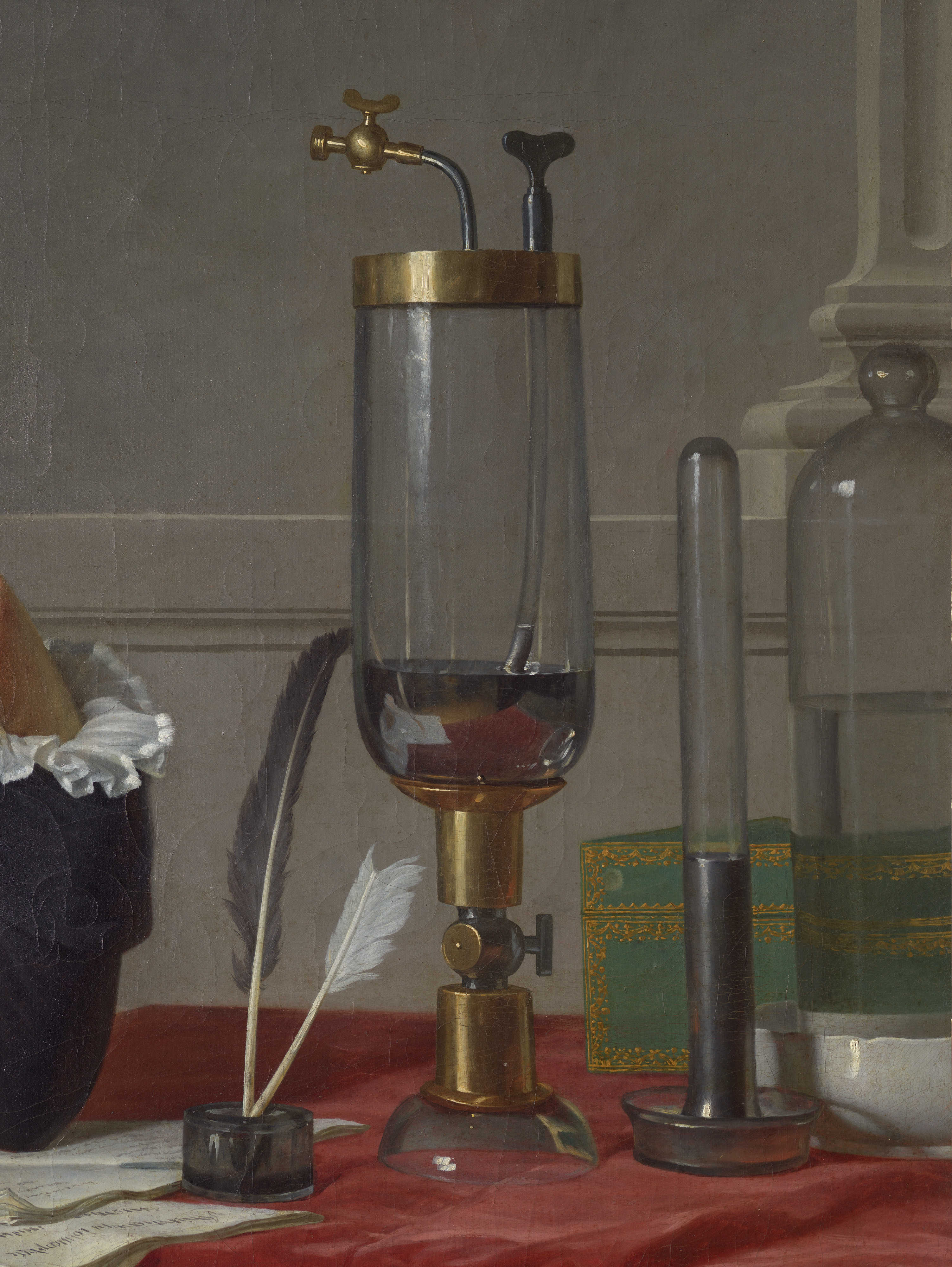
机の上の実験器具
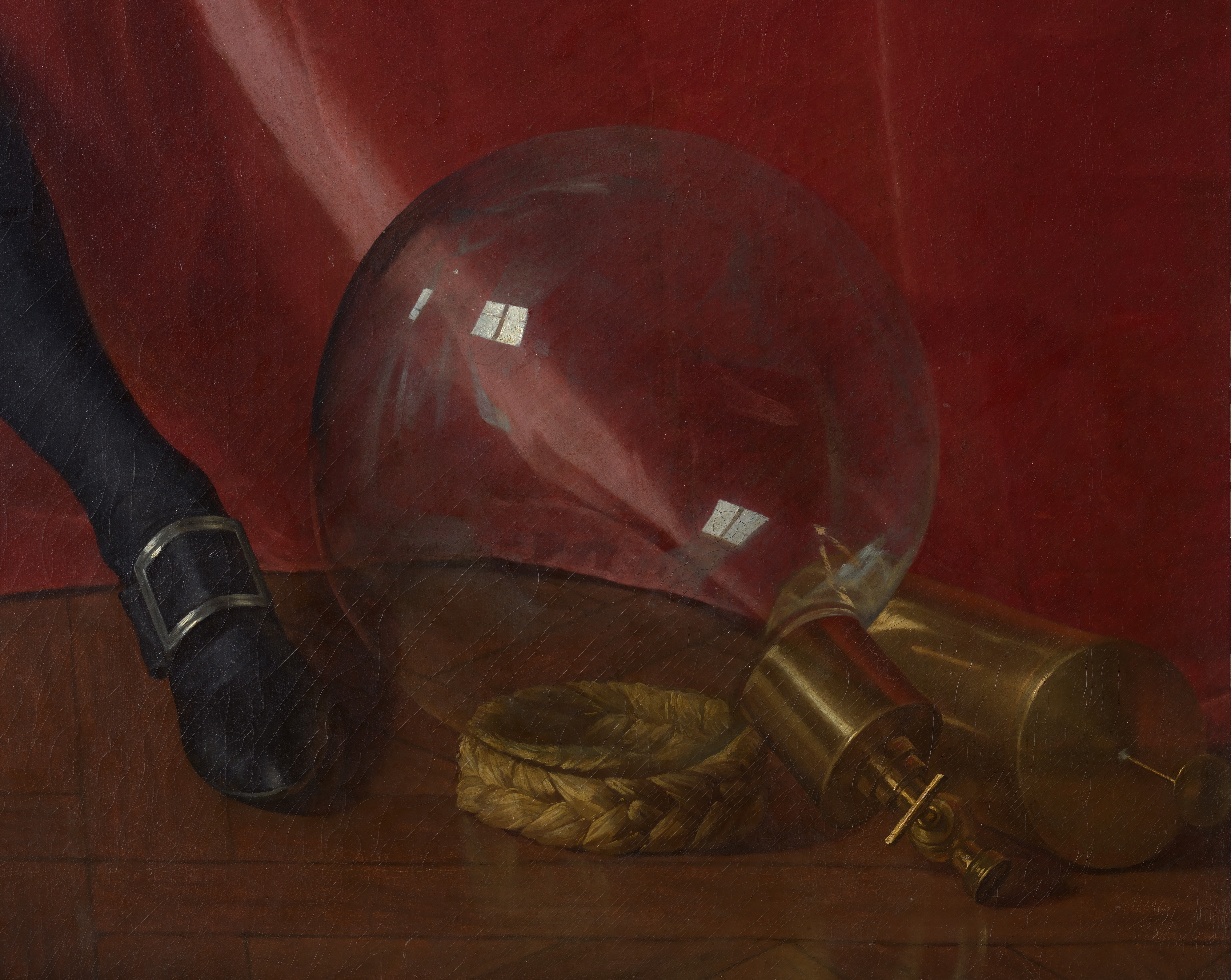
床の上の大型の丸底フラスコ